# Vòng loại Giải vô địch bóng đá nữ U-17 thế giới khu vực châu Phi 2012
Vòng loại Giải vô địch bóng đá nữ U-17 thế giới khu vực châu Phi 2012 diễn ra nhằm xác định đội tuyển của khu vực châu Phi tham dự Giải vô địch bóng đá nữ U-17 thế giới. Ba đội tuyển Gambia, Nigeria và Ghana đại diện cho khu vực châu Phi tham dự Giải vô địch bóng đá nữ U-17 thế giới 2012.

## Vòng sơ loại
Lượt đi được dự kiến đá vào ngày 26 tháng 11 năm 2011 tại Nairobi, Kenya.
| Đội 1 | TTS  | Đội 2      | Lượt đi | Lượt về |
| ----- | ---- | ---------- | ------- | ------- |
| Kenya | w/o1 | Mozambique | —       | —       |

- 1 - Mozambique bỏ cuộc trước lượt đi. Kenya lọt vào vòng sau.[2]

## Vòng một
Diễn ra vào các ngày 20–22 tháng 1 năm 2012 (lượt đi) và 3–5 tháng 2 năm 2012 (lượt về).
| Đội 1    | TTS  | Đội 2        | Lượt đi | Lượt về |
| -------- | ---- | ------------ | ------- | ------- |
| Botswana | 1–7  | Zambia       | 1–5     | 0–2     |
| Kenya    | 0–5  | Nigeria      | 0–2     | 0–3     |
| Gambia   | 4–3  | Sierra Leone | 3–0     | 1–3     |
| Guinée   | w/o1 | Tunisia      | —       | —       |
| Namibia  | 1–6  | Nam Phi      | 1–1     | 0–5     |
| Cameroon | 0–5  | Ghana        | 0–1     | 0–4     |

- 1 – Guinée bỏ cuộc trước lượt đi. Tunisia đi tiếp.

## Vòng hai
Vòng hai diễn ra vào các ngày 8 và 24 tháng 3 năm 2012. Cặp đấu giữa Gambia và Tunisia diễn ra sau đó một tuần.
| Đội 1   | TTS | Đội 2   | Lượt đi | Lượt về |
| ------- | --- | ------- | ------- | ------- |
| Zambia  | 1–7 | Nigeria | 1–2     | 0–5     |
| Gambia  | 3–1 | Tunisia | 1–0     | 2–1     |
| Nam Phi | 1–5 | Ghana   | 0–0     | 1–5     |

## Các đội vượt qua vòng loại
| Đội     | Số lần dự World Cup U-17 |
| ------- | ------------------------ |
| Gambia  | 0 (lần đầu)              |
| Ghana   | 2 (2008, 2010)           |
| Nigeria | 2 (2008, 2010)           |